# Silver Legacy Resort & Casino
Silver Legacy Resort & Casino är både ett kasino och ett hotell som ligger i Reno, Nevada i USA. Den ägs och drivs av Caesars Entertainment, Inc. (tidigare Eldorado Resorts). Hotellet har totalt 1 685 hotellrum medan kasinot har en spelyta på 8 731 kvadratmeter (m2).
På tidigt 1990-tal så fanns det en ledig tomt mellan kasinonen Eldorado Resort Casino och Circus Circus Reno i staden Reno. Kasinoföretagen som ägde de två kasinonen förde samtal med varandra om att uppföra ett till kasino där. Förhandlingarna blev lyckade och de fick bygglov den 22 juli 1993. Budgeten var satt till $230 miljoner. Den 1 mars 1994 grundade de ett samriskföretag som skulle äga det nya kasinot. Båda parter skulle ha 50% av samriskföretaget. Den 15 december 1994 meddelade kasinoföretagens VD:ar Donald Carano (Eldorado Resorts) och Clyde Turner (Circus Circus Enterprises) att kasinot skulle få sitt nuvarande namn efter att en tävling arrangerades för att ge förslag om vad den skulle heta. Den 28 juli 1995 invigdes Silver Legacy och där budgeten för konstruktionen slutade på $350 miljoner, en ökning med $120 miljoner från vad budgeten egentligen var satt till vid byggstart. 1999 bytte Circus Circus Enterprises namn till Mandalay Resort Group och 2005 blev Mandalay uppköpta av MGM Mirage för $7,9 miljarder. Den 15 juni 2010 bytte MGM Mirage namn till MGM Resorts International. Den 7 juli 2015 köpte Eldorado Resorts upp de 50% av Silver Legacy samt kasinot Circus Circus Reno från MGM Resorts för $72,5 miljoner.